# Ledenik Baltoro
Ledenik Baltoro (Predloga:Lang-bft, lit. 'lomilec kosti'; urdujsko  بالتورو گلیشیر‎) je ledenik v okrožju Šigar v provinci Gilgit-Baltistan v Pakistanu. V dolžino se razteza 63 km. Je eden najdaljših ledenikov zunaj polarnih regij. To je dom nekaterih najvišjih gora na svetu. Poteka skozi gorsko verigo Karakorum, blizu K2, ki je drugi najvišji vrh na svetu in doseže višino 8611 metrov. V radiju 20 kilometrov so še tri gore z nadmorsko višino nad 8000 metrov.

## Geografija
Poteka v okrožju Šigar province Gilgit-Baltistan v Pakistanu. Ledenik Baltoro teče skozi del gorovja Karakorum, ki na severu in vzhodu meji na Baltoro Muztagh, na jugu pa na gorovje Mašerbrum. Regija se ponaša s K2 kot najvišjim vrhom, ki stoji na 8611 metrih nadmorske višine, s tremi dodatnimi gorami, ki presegajo 8000 metrov v radiju 20 kilometrov. Ledenik Siačen je ločen od ledenika Baltoro s sedlom Conway.
Ledenik Baltoro služi kot izvir reke Braldo, ki se nato izliva v reko Šigar. Reka Šigar v svojem toku deluje kot pritok reke Ind. Več velikih pritočnih ledenikov hrani glavni ledenik Baltoro, vključno z ledenikom Godwin-Austen, ki teče južno od K2; Abruzzi in različni ledeniki Gašerbrum, ki pritekajo iz skupine vrhov Gašerbrum; ledenik Vigne, ki teče iz Čogolise, in ledenik Jermandendu, ki teče iz Mašerbruma. Sotočje glavnega ledenika Baltoro z ledenikom Godwin-Austen je znano kot Concordia; ta lokacija in bazni tabor K2 sta priljubljeni destinaciji za pohodništvo.
Korito tega ledenika je zelo široko. Majhni dolinski ledeniki tvorijo ledene slapove, kjer se srečajo z ledenikovim deblom. Stranice se spreminjajo od zelo strmih do prepadnih. Ledenik je na okoliške podeželske skale vrezal proge. Gibajoči se led je oblikoval vdolbine, ki služijo kot bazeni za številna ledeniška jezera.
Ledeniku se lahko približate preko baltistanskega mesta Skardu.

## Glaciologija
Najdaljša razdalja ledeniškega sistema je 62 km in se razteza od nadmorske višine 6200 m blizu sedla Conway do konca jezika pri Paiju, 2800 metrov nižje. Povprečna širina ledenika je 2,1 km, največja širina 3,1 km je v kampu Gore I, nekoliko nad izlivom v ledenik Jermanendu. S povprečnim naklonom le 3,9 % je ledenik precej raven v primerjavi z drugimi v Karakorumu. Na nekaterih območjih je še posebej ravno, na primer južno od Concordie, kjer ledenik pade le 21 m na razdalji dveh kilometrov. Po drugi strani pa je ledenik v smeri reke zelo neraven. V spodnjem delu niso neobičajna višinska nihanja do 25 metrov na vodoravni razdalji 140 m.
Konec ledenika se je v zadnjih sto letih večkrat premaknil, vendar ni jasnega trenda, vsekakor pa ne v meri, primerljivi z alpskimi ledeniki. Meritve leta 2004 so prišle do zaključka, da se je konec ledenika od leta 1904 umaknil le za 65 metrov. Na ledeniškem jeziku je prispevek dveh velikih izvornih ledenikov – ledenikov Godwin-Austen in Zgornji Baltoro – okoli 40 %, okoli 45 % prihaja iz ledenika Trango, ki teče le pet kilometrov nad. Premik konca jezika torej le v omejenem obsegu pove nekaj o masni bilanci celotnega ledenika.
Na podlagi različnih zemljevidov in satelitskih posnetkov od leta 1999 do 2001 je bila skupna površina ledeniškega sistema, ki je vključeval vse stranske ledenike, ki so v stiku z glavnim ledenikom, določena na 524 km². Vendar pa so bila vključena le firna območja s pretočnimi značilnostmi, tj. brez območij nad vrzeljo. Ravnotežna črta, to je meja med prehranjevalnim območjem in prehranjevalnim območjem ledenika, je na območju ledenika Godwin-Austen nad 5300 m, na območju Upper Baltoro pa celo nad 5500 m. To pomeni, da le majhen del dejanskega ledenika, 29 %, šteje v območje prehranjevanja. Vendar zaradi snežnih plazov in prenosa vetra firna območja nad dejanskim ledenikom pomembno prispevajo k masni bilanci. Skupna površina takšnih firnovih polj, ki ležijo nad ravnovesno črto, je dodatnih 351 km², velik del pa je treba vključiti pri izračunu masne bilance ledenika. Celotna površina porečja ledenika je 1500 km², glede na konec ledenika pri Paiju.
Ker veliki ledeniki Karakoruma pomembno prispevajo k oskrbi polsušnih območij Srednje Azije z vodo v sušnih obdobjih, je zanimivo, kako se ledeniki odzivajo na podnebne spremembe. Raziskave iz leta 2004 so pokazale, da se je ledenik Baltoro v zadnjih 100 letih le malo spremenil in se sorazmerno malo odzval na podnebne spremembe. Eden od razlogov je verjetno ta, da je ledenik razmeroma močno prekrit z drobirjem. Vendar pa je presenetljivo masno ravnotežje skoraj uravnoteženo nad Concordijo na zgornjem ledeniku Baltoro, ki skorajda ne pokriva ruševin. To je mogoče pojasniti z velikim prispevkom snežnih plazov in vetra.

## Seznam vrhov
Seznam pomembnih vrhov ob ali blizu ledenika Baltoro vključuje:
- Biarchedi, 6781 m
- Broad Peak, 12 najvišji na svetu z 8047 m.
- Čogolisa, 36 najvišji na svetu s 7665 m.
- Gasherbrum III, 7946 m. (Pogosto velja za podvrh Gašerbruma II)
- Gasherbrum II, 13 najvišji na svetu z 8035 m.
- Gasherbrum IV, 17 najvišji na svetu s 7932 m.
- Gasherbrum I, 11 najvišji na svetu z 8080 m.
- K2, 2 najvišji na svetu z 8611m
- Mašerbrum (K1), 22 najvišji na svetu s 7821 m.
- Mitre Peak (Pakistan)|Mitre Peak]], 6010 m.
- Muztagh Tower, 7273 m.
- Snow Dome (Concordia), 7160 m.
- Trango Towers, 6286 m. (Njihove navpične stene so najvišje pečine na svetu)
- Uli Biaho Tower, 6417 m.

## Galerija
- Pogled na SV proti K2 zgoraj na sredini
- Fotografija ledenika od blizu
- Pogled na ledenik Baltoro iz kampa Urdukas
- Ledeniška goba na ledeniku Baltoro